# Comprovante de votação verificado pelo eleitor
O comprovante de votação verificado pelo eleitor (VVPAT, na sigla em inglês) é um método de fornecer um retorno aos eleitores usando um sistema de votação sem cédulas. O objetivo de um VVPAT é ser um sistema de verificação independente para as urnas eletrônicas, projetado para permitir que os eleitores verifiquem que seu voto foi lançado corretamente, para detectar uma possível fraude eleitoral ou mau funcionamento, e para fornecer um meio de auditar os resultados armazenados eletronicamente. O comprovante contém o nome do candidato (para quem foi dado o voto) e o símbolo ou número do partido/candidato.
Por ser um meio de gravação em papel em vez de ser eletrônico, o VVPAT oferece algumas diferenças fundamentais para o armazenamento de votos. Um comprovante de papel é legível pelo olho humano e os eleitores podem interpretar diretamente o seu voto. A memória do computador requer um dispositivo e um software que é, potencialmente, proprietário. Registros de urnas eletrônicas inseguras poderiam, potencialmente, ser alterados rapidamente sem que isso fosse detectado pela própria urna. Seria mais difícil que as urnas corrompessem os registros sem a intervenção humana. Urnas danificadas ou corrompidas poderiam armazenar votos forma diferente da prevista pelo eleitor sem que ele o percebesse. Um VVPAT permite que os eleitores verifiquem que os seus votos são registrados corretamente e pode servir como uma barreira adicional contra a alteração ou a destruição de votos.
O VVPAT inclui um coletor eletrônico de voto (DRE, na sigla em inglês), para garantir que os eleitores que seus votos foram contabilizados deveriam. Ele é pensado para ser, e alguns argumentam que seja necessário, como um meio de detectar fraude e mau funcionamento dos equipamentos. Dependendo da legislação eleitoral os comprovantes em papel podem constituir uma cédula eleitoral e, portanto, fornecer um meio pelo qual uma contagem manual de votos pode ser realizada se uma recontagem for necessária. A solução foi demonstrada (Nova Iorque, Março de 2001)[carece de fontes?] e usada (de Sacramento, CA, 2002) pela primeira vez por AVANTE Internacional de Tecnologia, Inc. [carece de fontes?].
Em sistemas de votação sem cédula documentada – tanto urnas de votação mecânicas quanto em coletores eletrônicos de votos – o eleitor não tem uma opção para revisar uma cédula tangível para confirmar que o sistema de voto registrou com exatidão a sua intenção. Além disso, um oficial das eleições não tem como recontar os votos manualmente em caso de contestação. Devido a isso, os críticos afirmam que existe uma chance maior de fraude eleitoral ou de mau funcionamento e especialistas em segurança, tais como Bruce Schneier, têm exigido comprovantes de votação verificados pelos eleitores. Os sistemas de votação sem cédula documentada só permitem uma recontagem dos "votos armazenados". Estes "votos armazenados" podem não representar a correta intenção do eleitor, se a máquina tiver sido corrompida ou tiver algum defeito.
Um obstáculo fundamental na implementação de comprovantes de votação auditáveis é o desempenho e a autoridade da auditoria. Os sistemas de auditoria em papel aumentam o custo dos sistemas de votação eletrônica, podem ser difíceis de implementar, muitas vezes exigem hardware externo especializado, e podem ser difíceis de usar. Nos Estados Unidos, 27 estados exigem um comprovante de votação auditável por lei ou regulamento, para todas as máquinas coletoras de votos eletrônicos utilizada em eleições públicas. Em outros 18 estados eles não são exigidos, mas são usados por todo o estado ou em juridições locais. Cinco estados dos EUA basicamente não possuem comprovantes de papel.
Na índia, o sistema de comprovante de votação verificado pelo eleitor (VVPAT) foi introduzido em 8 dos 543 círculos parlamentares como um projeto piloto nas eleições gerais na Índia em 2014 . O VVPAT foi implementado nos círculos de Lucknow, Gandhinagar, Bangalore South, Chennai Central, Jadavpur, Raipur, Patna Sahib e Mizoram. Os comprovantes de votação verificados pelos eleitores foram utilizados pela primeira vez em uma eleição na Índia em setembro de 2013 em Noksen em Nagaland. O VVPAT, juntamente com as urnas eletrônicas foi usado em larga escala pela primeira vez na Índia, em 10 dos 40 lugares da assembleia nas eleições para a assembleia legislativa de Mizoram em 2013. Urnas eletrônicas equipadas com VVPAT foram usadas em todo o estado de Goa nas eleições da assembleia de 2017, tendo sido a primeira vez em que um estado inteiro da Índia viu a implementação de VVPAT.

## História
Quando um eleitor vota em uma máquina de votação de gravação direta, o eleitor "não tem conhecimento através de seus sentidos de que obteve um resultado. O máximo que pode ser dito é que, se a máquina funcionou como pretendido, então ele […] votou." Esta observação foi feita por Horatio Rogers, em 1897, e ele permanece tão verdadeiro com as máquinas de votação que registram eletronicamente os votos, quanto era com as primeiras máquinas de votação mecânicas às quais Rogers se referia.
Em 1899, José Gray abordou este problema com um dispositivo mecânico de votação que, simultaneamente, registrava os votos em seu mecanismo e furava os mesmos votos em uma cédula de votação em papel que o eleitor podia inspecionar antes de depositá-la em uma urna. Gray explicou que, "desta forma, temos uma verificação mecânica das cédulas, enquanto que a cédula também é uma verificação sobre o registro [do contador de mecânico de votos]." Esta verificação só é eficaz, é claro, se houver uma auditoria para comparar o papel e o registro mecânico.
A ideia de criar um comprovante de papel paralelamente para um mecanismo de votação de gravação direta permaneceu dormente por um século, até que foi redescoberta por Rebecca Mercuri, que sugeriu essencialmente a mesma ideia em 1992. O método Mercuri, como foi chamado por alguns, foi refinado em sua tese de doutorado em outubro de 2000; em sua versão final, o registo em papel é impresso atrás de um vidro, de modo que o eleitor não pode levá-lo ou alterá-lo.
Os primeiros sistemas de votação comerciais a incorporar impressoras de comprovante de papel verificado pelo eleitor foram o Avante Voto Trakker e uma modernização do Sequoia AVC Edge chamada de Impressora VeriVote. O sistema Avante foi testado pela primeira vez em 2002 e, em 2003, o estado de Nevada exigiu o uso da tecnologia VVPAT em todo o estado e adotou o sistema Sequoia. É notável que, no design Avante, o escudo que impede o eleitor de retirar o registro em papel foi uma reflexão tardia, enquanto que no design Sequoia, o registro em papel para eleitores consecutivos era impresso sequencialmente em um único rolo de papel.

## Aplicação

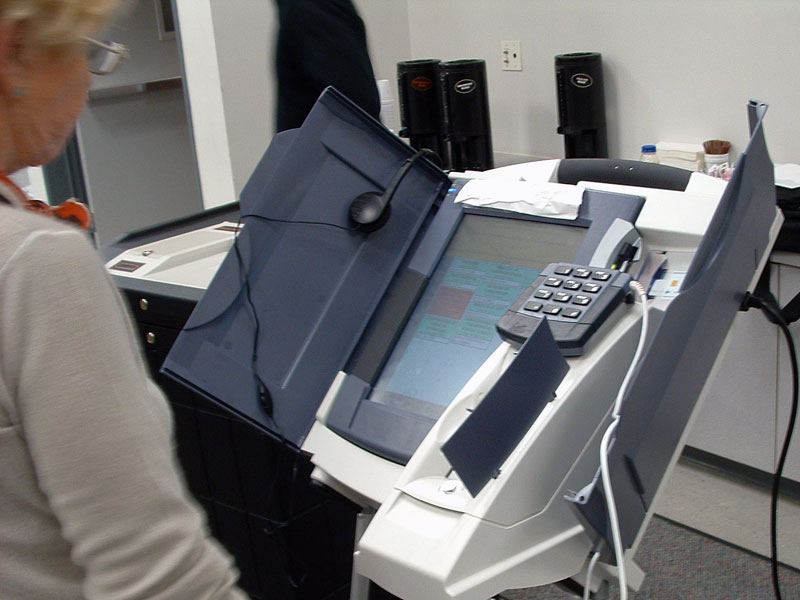
Uma urna eletrônica AccuVote-TSx da Diebold Sistemas de Eleição com VVPAT anexo

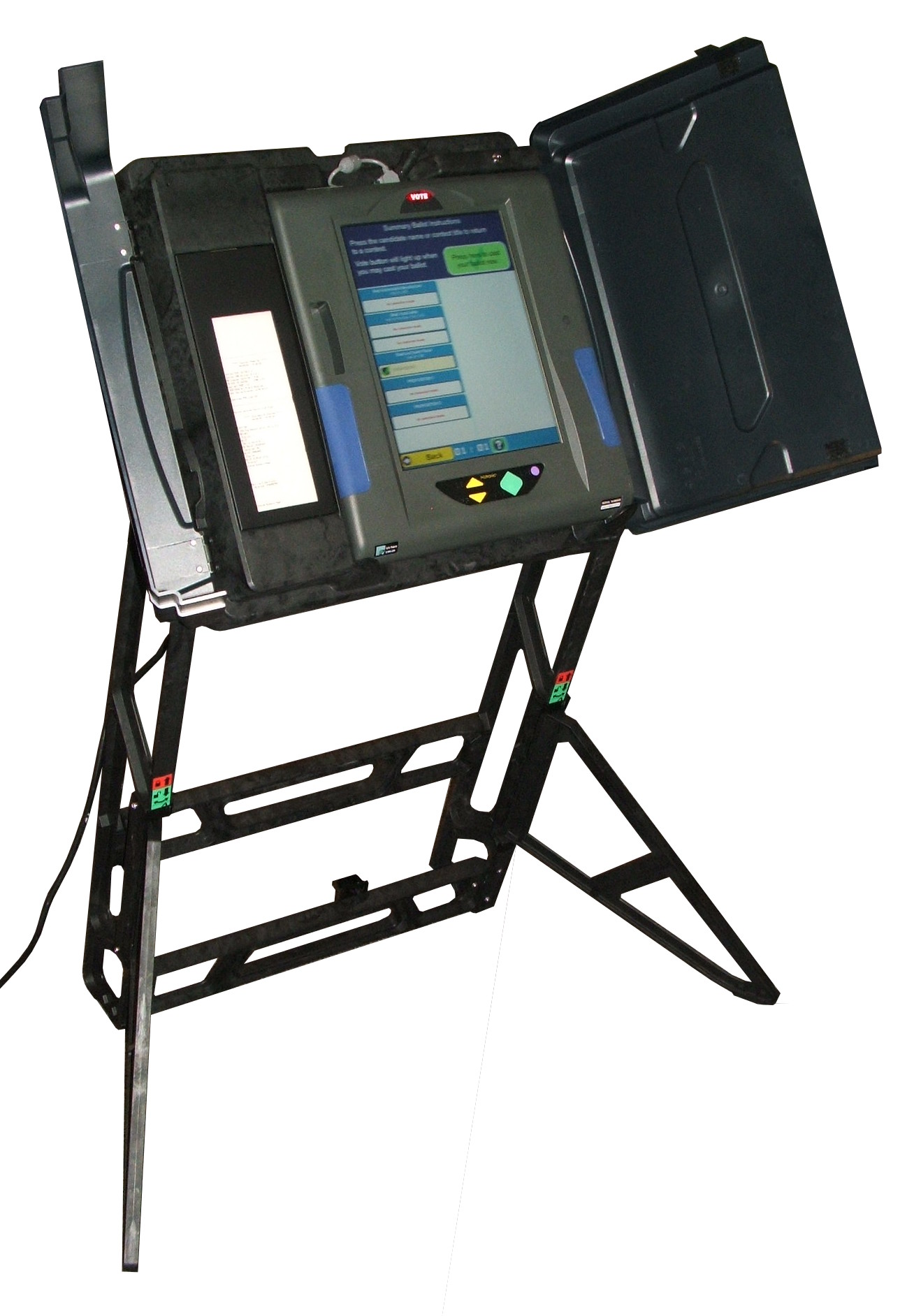
Uma urna eletrônica ES&S com VVPAT anexo

Há várias tecnologias que podem ser utilizadas para implementar um comprovante em papel para auditoria.
- A adição de uma impressora a um coletor eletrônico de votos (DRE) para a impressão de registros em papel e os armazena dentro da máquina. Tais projetos costumam mostrar o registro ao eleitor por trás de uma superfície transparente para permitir que um eleitor confirme que o voto impresso corresponde ao que foi registrado eletronicamente. Os registros podem ser contados manualmente e comparados com os totais de votos eletrônicos no caso de haver contestação. A solução que vincula as imagens de cédulas eletrônicas ao registro em papel verificado pelo eleitor por meio de um identificador de sessão único gerado aleatoriamente é coberto por patentes emitidas e pendentes.[27]
- A adição de uma impressora às máquinas de votação DRE para a impressão de registros em papel especial com funcionalidades de segurança. A página impressa contém tanto um registro em texto simples quanto um código de barras das escolhas do eleitor. Esta página é a cédula oficial que é então passada por um scanner e armazenada em uma urna lacrada, de modo a que todos os originais fiquem guardados para o caso da necessidade de uma recontagem ou de auditoria. O registro eletrônico do DRE é comparado com código de barras registrado pelo scanner e em caso de qualquer discrepância, as cédulas de papel são usadas para determinar o voto oficial, e não o registro eletrônico. O eleitor tem a possibilidade de conferir o voto antes de ele ser colocado no scanner e armazenado de forma segura, e pode invalidá-lo se houver qualquer erro, como sempre foi possível com sistemas de votação manual existentes.
- A adição de uma impressora às máquinas de votação DRE que imprimem um comprovante criptografado que é mantido pelo eleitor ou armazenado dentro da máquina. Se o comprovante for mantido, os comprovantes podem ser contados manualmente e comparados com os totais de votos eletrônicos no caso de uma contestação. Estes sistemas não foram utilizados em eleições nos Estados Unidos.
- A criação de uma trilha de auditoria criptografada ao mesmo tempo em que a cédula eletrônica é criada em uma máquina de votação DRE, um tipo de sistema de testemunha. A trilha de auditoria pode ser acessada e comparada com os totais de votos eletrônicos no caso de uma disputa.
- O uso da digitalização óptica ou tabulações marcadas baseadas no recinto, em vez de DREs. Neste sistema simples e econômico, os eleitores preenchem cédulas de papel que são, em seguida, contados eletronicamente por uma tabulação no recinto, similar à tecnologia usada para pontuar testes padronizados. Máquinas de digitação ópticas tem estão em uso há décadas, e fornecem uma trilha de auditoria verificada pelo eleitor por padrão. Tabuladores podem detectar votos em excesso na hora, permitindo que o eleitor possa corrigir uma cédula problemática.

Sistemas que permitem que os eleitores provem como eles votaram não estão de acordo com a definição geralmente aceita de votação por secreta, já que tal prova aumentaria o risco de intimidação dos eleitores e a venda de votos. Como tal, os sistemas que permitem tais provas geralmente são proibidos sob os termos de diversos acordos internacionais e leis internas.
O professor Avi Rubin testemunhou para a United States House Committee on House Administration a favor de sistemas de votação que usam de cédulas de papel e contra sistemas que modernizados com a anexação de VVPAT. Ele disse em seu blogue pessoal que "depois de quatro anos estudando o problema, agora eu acredito que um DRE com um VVPAT não é um sistema de votação razoável."
Um sistema auditável, tal como um fornecido com VVPAT, pode ser usado em recontagens randomizadas para detectar um possível mal funcionamento ou fraude. Com o método VVPAT, os registros em papel podem ser tratados como as cédulas oficiais. Neste cenário, registro em papel é primário e os registros eletrônicos são usados apenas para uma contagem inicial ou, em alguns casos, se o VVPAT estiver danificado ou de outra forma ilegível. Em qualquer recontagem ou questionamento subsequente, os registros em papel, e não os eletrônicos, seriam usados para tabulação. Sempre que um registo em papel serve como cédulas oficiais, o sistema estará sujeito aos mesmos benefícios e preocupações de qualquer sistema de votação em papel.
Matt Quinn, o desenvolvedor original do sistema DRE australiano, acredita que, no futuro, "não há nenhuma razão para que os eleitores tenham que confiar em um sistema que não tem, e isso não deveria ser pedido a eles. Por que na terra [os eleitores] deveriam confiar em mim — alguém com um interesse no sucesso do projeto? Um comprovante verificado pelo eleitor é a única forma de provar a integridade do sistema para a grande maioria dos eleitores, a quem, no fim das contas, pertence a democracia."
Na Índia, em uma instância o VVPAT foi útil na resolução de um problema quanto a uma contagem do número de votos em Kancheepuram na eleição da assembleia legislativa de Tamil, em 2016, já que o número de votos inseridos no Formulário 17C de uma cabine de votação e o número total de votos registrados na unidade de controle EVM da cabine divergiam. Em junho de 2018, a Comissão Eleitoral da Índia introduziu uma capa em cima do sensor de contraste e o rolo de papel que não absorve a umidade em todos os VVPATs para protegê-lo do excesso de luz e calor.

## Desafios e preocupações com os comprovantes em papel

### Problemas comuns
Estes são alguns dos problemas comuns com os comprovantes:
1. Gravações em vídeo do comportamento dos eleitores durante uma eleição real revelou que a maioria dos eleitores não lê o comprovante para "verificar" suas escolhas.
2. Uma recontagem/auditoria dos comprovantes é trabalhosa e cara, e, provavelmente, inacessível para a maioria dos candidatos que a desejem.
3. E embora os comprovantes em papel sejam projetados para servir como uma verificação dos coletores eletrônicos de votos (DRE), eles utilizam os mesmos eletrônicos e programas para produzir os comprovantes auditáveis.

Outros obstáculos na implementação de registros auditáveis em papel incluem o desempenho e a autoridade de auditoria. Os sistemas de auditoria em papel aumentam o custo dos sistemas de votação electrônica, podem ser difíceis de implementar, muitas vezes, exigem hardware externo especializado, e podem ser difíceis de usar. Nos Estados Unidos, 27 estados exigem um comprovante auditável por lei ou regulamento para todas as máquinas coletoras de votos eletrônicos utilizadas em eleições públicas. Em outros 18 estados eles não são exigidos, mas são utilizados em todo o estado ou em jurisdições locais.

### Preocupações com a segurança
A introdução de software mal-intencionado em um sistema VVPAT pode fazer com que ele intencionalmente registre incorretamente as escolhas do eleitor. A detecção deste ataque pode ser minimizada manipulando-se de apenas uma pequena porcentagem de votos ou apenas para disputas menos conhecidas.
Outra preocupação com a segurança é que um VVPAT poderia imprimir enquanto nenhum eleitor estivesse observando a trilha de papel, uma forma de inflar o número de cédulas. Mesmo se outros votos forem descobertos através de correspondência com a lista de eleitores, seria impossível distinguir entre as cédulas legítimas e as fraudulentas.
Alternativamente, a impressora poderia invalidar o registro impresso depois que eleitor se afastasse e imprimir uma nova cédula fraudulenta. Estas cédulas seriam indetectáveis, uma vez que cédulas invalidadas são bastante comuns durante as eleições. Além disso, sistemas VVPAT que são tecnicamente capazes de reverter a alimentação do papel poderiam estar sujeitos a um software manipulado que substituísse ou alterasse a VVPAT depois de ser conferido pelo eleitor.

### Preocupações com a usabilidade e a ergonomia
Para o eleitor, o registro impresso está "em um formato diferente do voto, em um lugar diferente, é verificado em um momento diferente, e tem um esquema gráfico com diferentes parâmetros de contraste e iluminação." Em novembro de 2003, em Wilton, CT, praticamente todos os eleitores tinham de ser solicitados a encontrar e confirmar o seu comprovante, aumentando o tempo necessário para a votação, e o trabalho para o mesários. O VVPAT aumenta a complexidade do voto, o que já é um impedimento ao exercício do voto.
Além disso, um componente VVPAT pode não ser prontamente utilizável por mesários, muitos dos quais já estão batalhando com a manutenção e uso do DRE e novas exigências legais para as eleições. Na eleição primária de 2006 em Cuyahoga County, Ohio, um estudo determinou que 9.6% das fitas VVPAT foram ou destruídas, brancas, ilegíveis, ausentes, coladas juntas ou comprometidas de algum modo. Em um caso o papel térmico foi inserido na impressora de trás para a frente deixando uma fita branca, que não foi percebida pelos eleitores que não podiam verificar o registro de papel. O painel de revisão das eleições de Cuyahoga propôs em seu relatório final a remoção das portas opacas que cobrem o VVPAT exceto os que forem equipados com equipamentos para eleitores cegos. Em geral a coleta e contagem destes registros impressos pode ser difícil.
Os registros impressos em rolos contínuos de papel são mais mais difíceis do que a contagem de cédulas de papel tradicionais ou até mesmo cartões perfurados.

### Preocupações com a privacidade
Os sistemas DRE VVPAT que imprimem os registros de cédulas na ordem em que foram lançados (muitas vezes conhecidos como sistemas bobina a bobina) levantam questões de privacidade, se a ordem de votação também poder ser gravada. As impressoras VVPAT que cortam o papel após cada voto para formar cédulas individuais pode evitar esta preocupação. Muitas jurisdições também registra a ordem em que os eleitores votam[carece de fontes?], assim, possivelmente comprometendo o sigilo do voto. Se existissem várias máquinas de votação seria mais difícil a correspondência entre a lista completa de eleitores e os VVPATs.
Alternativamente, um adversário poderia observar a ordem em que as pessoas utilizam um sistema de votação e anotar a ordem de cada voto em particular no qual ele esteja interessado. Se o adversário obtém posteriormente as cédulas registradas em papel ele poderia comparar os dois e comprometer a privacidade do voto. Isso também poderia levar à venda de votos e à intimidação dos eleitores.
Em 2007, Jim Cropcho e James Moyer executou e publicou um protótipo para esta teoria. Através de um pedido de registros públicos, os dois extraíram a identificação dos eleitores a partir de livros de votação, e as preferências dos eleitor a partir dos VVPATs, para uma delegacia de Delaware County, Ohio, com várias máquinas de votação. Como ambos os conjuntos de registros estabeleciam de forma independente a ordem dos votos eletrônicos, eles ligaram diretamente a identificação de um(a) eleitor(a) à sua preferência. Mais de 1,4 milhões de eleitores registrados em dez municípios de Ohio foram afetados. A situação foi resolvida antes da eleição seguinte, omitindo os números consecutivos nos registros de autoridade do voto. No entanto, vulnerabilidades semelhantes ainda podem existir em outros estados.

### Preocupações com a eficácia
Uma característica igualmente problemática é que não é exigido que os eleitores realmente verifiquem registro em papel antes de lançar um voto, o que é fundamental para "verificar" o voto. Embora a opção de olhar para o papel possa proporcionar conforto para um eleitor individual, o VVPAT não serve como um controle eficaz do mau funcionamento ou de fraude, a menos que um número estatisticamente significativo de eleitores participem.

### Preocupações com a acessibilidade
Os sistemas VVPAT atuais não são utilizáveis por alguns eleitores com deficiência. O senador Christopher Dodd (D-CT) testemunhou perante o Comitê do Senado dos Estados Unidos de Regras e Administração em uma audiência em junho de 2005 sobre a Verificação por Eleitores nas Eleições Federais "Os cegos não têm como verificar as suas escolhas por meio de pedaço de papel sozinho de uma maneira que seja independente ou privada. Nem tampouco uma pessoa que tem uma deficiência de mobilidade, tais como limitações nas mãos, pode verificar se um pedaço de papel por si só, se esse for exigido que esse indivíduo pegue e manuseie o papel."

### Preocupações com a confiabilidade
Os sistemas VVPAT também podem causar um aumento da preocupação com a confiabilidade. O Professor Michael Shamos aponta que a "adição de um dispositivo que imprime em papel a uma máquina DRE acrescenta, naturalmente, um outro componente que pode falhar, ficar sem tinta, enroscar ou ficar sem papel. Se os DREs já são supostamente sujeitos a falhas, a inclusão de uma trilha de papel não tem como melhorar esse registo." No Brasil, em 2003, onde um pequeno número de delegacias tinha instalado trilhas de papel, a falha de impressoras atrasou os eleitores em até 12 horas, uma figura que seria catastrófica nos EUA.
As implementações atuais dos sistemas VVPAT usam impressoras térmicas para imprimir o seu boletim de registros. Registros de votação impressos em papel térmico desaparecerão com o tempo. Além disso, o calor aplicado ao papel antes ou depois da eleição pode destruir a impressão.

### Preocupações com a implementação
Pode ser muito mais difícil de implementar um VVPAT como recurso posterior. Nas jurisdições que atualmente usam coletores eletrônicos de votos que carecem de um VVPAT, a implementação pode ser cara para se realizar e difícil de por em prática, devido ao hardware externo especializado que é necessário. Para adicionar um componente VVPAT a uma máquina DRE, uma jurisdição precisaria comprar o sistema desenvolvido pelo fornecedor da máquina DRE com um contrato de compra de uma única fonte, sem lances. Isso assume o fornecedor tenha projetado um componente que seja compatível com a máquina DRE em uso. O fornecedor pode não ter desenvolvido um componente VVPAT que seja compatível com a máquina DRE em questão, o que exigiria que a jurisdição comprasse um sistema de votação totalmente novo.
Nas jurisdições em que não estão sendo usadas máquinas de voto DRE, a introdução de um novo sistema de votação que inclui um componente VVPAT teria menos desafios de implementação.
Algumas implementações de VVPAT colocam uma grande carga cognitiva sobre o eleitor e são extremamente suscetíveis a erros.

## Questões legais
Uma questão importante dos sistemas VVPAT é quando uma auditoria deve ser realizada? Alguns sugerem que auditorias aleatórias de máquinas DRE deve ser realizada no Dia da Eleição para proteger contra o mal funcionamento das máquinas. No entanto, a contagem parcial dos votos antes que as urnas sejam fechadas poderia criar um problema semelhante ao que ocorreu nas eleições nacionais dos estados unidos, em que um vencedor é declarado com base nos resultados da Costa Leste muito antes das urnas serem fechadas na Costa Oeste. Além disso, a contagem parcial dos votos antes que as urnas sejam fechadas pode ser ilegal em algumas jurisdições. Outros sugerem que auditorias aleatórias de máquinas DRE deve ser realizada após a eleição ou somente em caso de questionamento.
No caso de uma auditoria ser realizada após a eleição e ser encontrada uma discrepância entre a contagem de votos e a contagem de auditoria não é claro qual das contagens deve ser considerada como a contagem definitiva. Algumas jurisdições definiram estatutariamente que as cédulas fornecem a contagem oficial colocando em cheque o papel de uma auditoria. Como o VVPAT é uma adição recente ao registro direto de sistemas de votação a questão da autoridade permanece incerta.

### Pesquisa
- Verificação independente: Ação Essencial para Garantir a Integridade do Processo de Votação, Roy G. Saltman, 22 de agosto de 2006
- Iniciativa de Tecnologia de Votação do Centro Brennan
- Receitas para Voto Secreto: Eleições Realmente Verificáveis pelos Eleitores (espelho) por David Chaum

### Advocacia e comentário
- Votação verificada
- Comissão nacional de Integridade da Votação